# Irina Bokova
Irina Georgieva Bokova, em búlgaro:  Ирина Георгиева Бокова, (Sófia, 12 de julho de 1952) é uma política búlgara, ex-militante comunista e deputada no parlamento búlgaro durante duas legislaturas. Estudou em Moscovo, no Instituto de Relações Internacionais, e na Universidade de Maryland, nos Estados Unidos. Trabalhou no ministério dos Negócios Estrangeiros da Bulgária e foi embaixadora de seu país em França e no Mónaco.
De 1982 a 1990 foi filiada no Partido Comunista Búlgaro (PCB), que governou a Bulgária de 1946 a 1990, quando o país deixou de ser um Estado socialista. Desde então, é filiada no Partido Socialista Búlgaro (PSB), sucessor do PCB.
Em 22 de setembro de 2009, Bokova foi eleita diretora-geral da UNESCO, derrotando o egípcio Farouk Hosni. Bokova é a primeira mulher e a primeira representante da Europa Oriental a ocupar este cargo das Nações Unidas.

## Artigos e entrevistas
"A educação na vanguarda" (Eduaction on the Frontline), publicado em 30 de janeiro de 2013, na revista Global Education Magazine, com motivo do Dia Escolar da Paz e Não Violência.